# Lorenzo Antonio Fernández

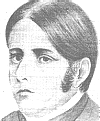
Lorenzo Antonio Fernández

Lorenzo Antonio Félix Fernández Larrobla (* 20. November 1792 in Montevideo; † 30. September 1852 ebenda) war ein uruguayischer römisch-katholischer Geistlicher. Er war Apostolischer Vikar von Montevideo in Uruguay und Gründungsrektor der Universidad de la República.

## Leben
Lorenzo Antonio Fernández, Neffe des katholischen Priesters, Politikers und uruguayischen Nationalhelden Juan Francisco Larrobla, empfing am 10. August 1817 in Salta im Nordwesten Argentiniens die Priesterweihe. 1825 folgte er seinem Onkel auf dessen Pfarrstelle in Canelones. Von 1828 bis 1830 war er Mitglied der verfassungsgebenden und gesetzgebenden Versammlung Uruguays zur Erstellung einer Verfassung. 1838 wurde er Rektor von Iglesia de San Francisco de Asís in Montevideo.
1841 wurde er Stellvertreter von Dámaso Antonio Larrañaga, katholischer Geistlicher und renommierter Wissenschaftler. Nach dessen Tod 1848 wurde er von Papst Pius IX. zum Apostolischen Vikar von Montevideo ernannt.
Mit der Gründung der Universidad de la República am 18. Juli 1849 durch Präsident Joaquín Suárez wurde er zum Gründungsrektor der Universität berufen.